# Plagiognathus syrticolae
Plagiognathus syrticolae är en insektsart som beskrevs av Knight 1941. Plagiognathus syrticolae ingår i släktet Plagiognathus och familjen ängsskinnbaggar. Inga underarter finns listade i Catalogue of Life.